# Ryżewka (obwód kurski)
Ryżewka (ros. Рыжевка) – wieś (ros. деревня, trb. dieriewnia) w zachodniej Rosji, w sielsowiecie krupieckim rejonu rylskiego w obwodzie kurskim.

## Geografia
Miejscowość położona jest nad rzeką Obiesta, 2 km od centrum administracyjnego sielsowietu krupieckiego (Krupiec), 26 km od centrum administracyjnego rejonu (Rylsk), 130 km od Kurska.

## Demografia
W 2010 r. miejscowość zamieszkiwało 350 osób.